# Жакмотт, Жозеф
Жозеф Жакмотт (фр. Joseph Jacquemotte; 22 апреля 1883, Брюссель — 11 октября 1936, Льеж) — деятель бельгийского рабочего движения революционно-социалистического и синдикалистского направления (вначале анархо-синдикалист, затем коммунист). Основатель и лидер Коммунистической партии Бельгии (КПБ). Избирался депутатом парламента в 1925, 1932 и 1936 годах. Был учредителем и редактором газет L’Exploité («Эксплуатируемый», в 1911—1914 и 1918—1921), Le Drapeau rouge («Красное знамя», в 1921—1936) и La Voix du Peuple («Глас народа» 1936).

## Биография
В 1899 году окончил кадетскую школу и некоторое время служил в армии. Под влиянием брата вступил в брюссельскую ячейку Бельгийской рабочей партии (БРП), членом которой был в 1906—1921 годах.
Назначенный региональным секретарём комитета Союза работников (социалистов), в 1910—1914 годах руководил рядом стачек, включая первую забастовку служащих в Бельгии. В 1912 и 1923 годах подвергался арестам. Возглавлял революционно-синдикалистскую оппозицию в реформистских профсоюзах, стремясь перестроить её по образцу Всеобщей конфедерации труда во Франции.
Будучи (с 1919) членом Бюро Генерального совета БРП, возглавлял левое крыло партии — интернационалистскую группу «Друзья эксплуатируемого» («Amis d’exploité»), образованную в целях поддержки левого еженедельника L’Exploité («Эксплуате» — «Эксплуатируемый»).
В феврале 1921 года она проголосовала за присоединение к Коминтерну, была исключена из БРП и в сентябре вместе с Бельгийской коммунистической партией художника Вар ван Оверстратена и другими революционными группами послужила основой для создания Коммунистической партии Бельгии (КПБ), в которой Жакмотта избрали членом Центрального комитета. Вместе с тем, сосуществование двух составляющих компартии было болезненным; Жакмотт поначалу оказался во внутрипартийной борьбе в меньшинстве.
Вместе с тем, он был редактором партийного органа Le Drapeau rouge, членом Международного секретариата МОПР и Исполнительного комитета Коммунистического Интернационала с 1924 года (участвовал в работе 3-7-го конгрессов Коминтерна, в 1935 году вновь избран кандидатом в члены ИККИ).
Его популярность, приобретённая работой в профсоюзах, позволила избраться в 1925 году одновременно муниципальным депутатом в Моленбеке-Сен-Жан и депутатом парламента от Брюсселя, что гарантировало ему парламентский иммунитет.
На фоне распрей между сторонниками Сталина и Троцкого Жакмотт в противовес троцкистским тезисам Вар ван Оверстратена ориентировался на Коминтерн и просоветский курс. В марте 1928 году Жакмотт в числе большинства изгнал сторонников Ван Оверстратена из партии. Впрочем, это не позволило ему взять на себя инициативу в КПБ, поскольку Москва решила отстранить и прочих старых лидеров, подозреваемых в «оппортунизме».
Член Политбюро ЦК КПБ с 1931 года Жозеф Жакмотт сыграл важную роль в крупных забастовках 1932 года, принесших КПБ избирательный прорыв на выборах того года, по итогам которых Жакмотт присоединился в нижней палате к депутатам-коммунистам Жюльену Ляо и Анри Глинье.
В 1934 году Жакмотт официально стал первым генеральным секретарем КПБ. Весной 1936 года, после очередных крупных забастовок, КПБ достигла своего первого пика популярности (парламентские выборы позволили ей утроить свое представительство в нижней палате — девять депутатов вместо трех — и получить своих первых четырех сенаторов).
Генсек Жакмотт на своём посту отстаивал единство действий коммунистов с социалистами и другими прогрессивными силами вплоть до того, что поднимал вопрос о коллективном вхождении КПБ в Бельгийскую рабочую партию с тем, чтобы создать «грозный и сплочённый блок основных течений рабочего класса». Однако вскоре он умер в поезде, доставлявшем его обратно в Брюссель из типографии La Voix du Peuple — ежедневной партийной газеты, ставшей преемницей L’Exploité.

## Семья
Племянники — бельгийские коммунисты Фернан Жакмотт (1902—1960) и его жена, поэтесса Фанни Безнос.

## Сочинения
- Articles et interpellations parlementaires 1912—1936. — Bruxelles, 1961.